# NGC 1540
NGC 1540 (другие обозначения — ESO 420-14, AM 0413-283, IRAS04131-2836, PGC 14734) —  астрономический объект в созвездии Эридан.
Этот объект не входит в число перечисленных в оригинальной редакции «Нового общего каталога» и был добавлен позднее.
Является сложной системой галактик, точное число которых не определено. Изображения с Pan-STARRS показывают, что NGC 1540 состоит лишь из одной галактики, а северная часть — лишь скопление областей HII и «мостов». Однако эта часть, по мнению астронома Гарольда Корвина, является нормальной линзовидной галактикой, наполовину скрытой за несколькими яркими «узлами».